# Ryujiro Ueda
Ryujiro Ueda (植田 龍仁朗 Ueda Ryujiro?, Osaka, 29 de enero de 1988) es un exfutbolista japonés que jugaba como defensa.

## Trayectoria

### Clubes
| Club            | País  | Año       |
| --------------- | ----- | --------- |
| Gamba Osaka     | Japón | 2006-2008 |
| Fagiano Okayama | Japón | 2009-2015 |
| Roasso Kumamoto | Japón | 2016-2019 |